# Domaine du Grand-Saint-Jean
Le domaine du Grand-Saint-Jean est un domaine situé sur le plateau de Puyricard, commune d'Aix-en-Provence. Il comprend notamment un château, une chapelle et une bergerie. Sa construction a débuté au début du XIe siècle. Il appartient aujourd'hui à la commune d'Aix-en-Provence.

## Historique
La chapelle, ainsi que les toitures et façades du château, font l’objet d’une inscription au titre de monument historique depuis le 13 octobre 1975.

## Galerie

Chapelle et château du Grand-Saint-Jean
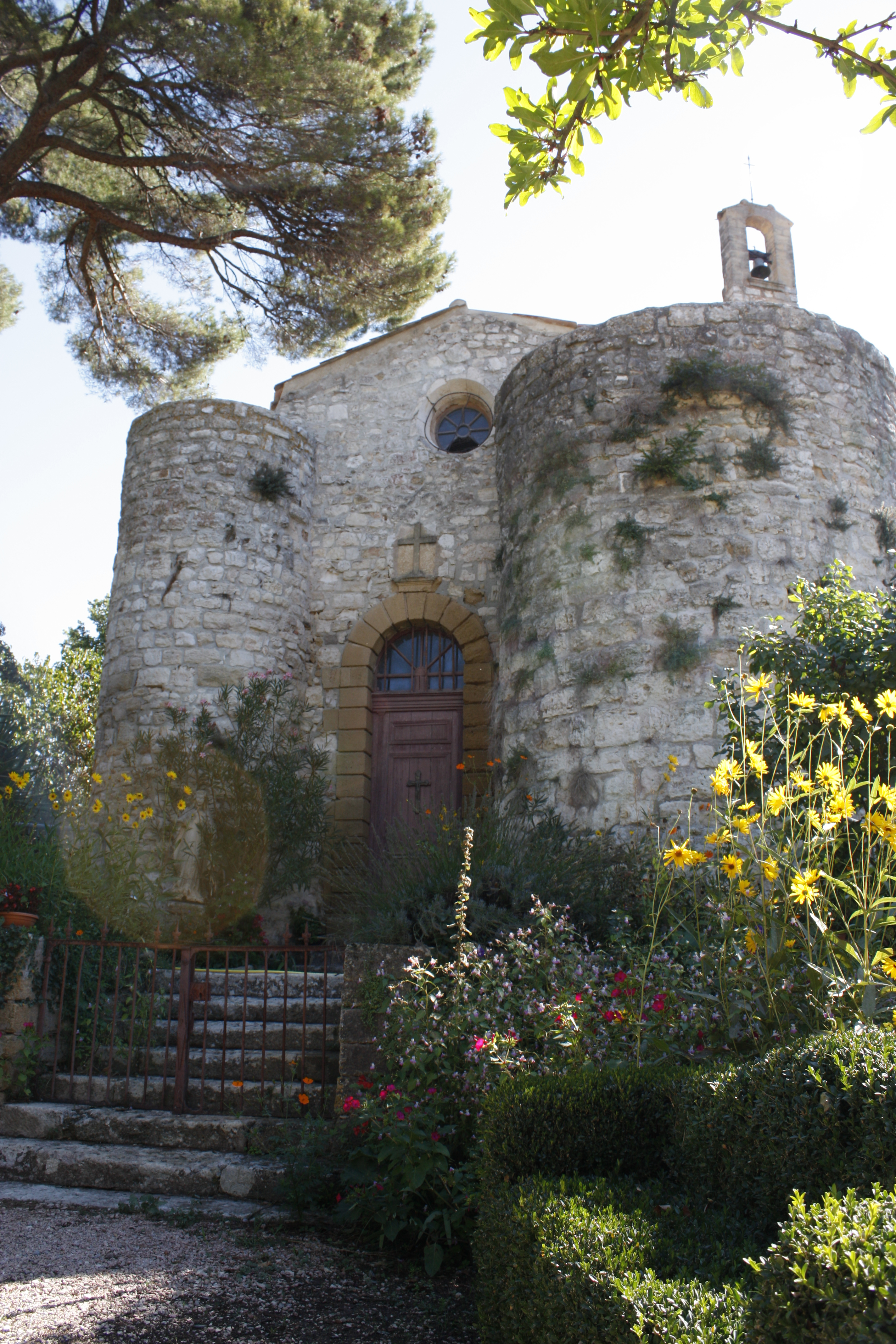
Chapelle du château.
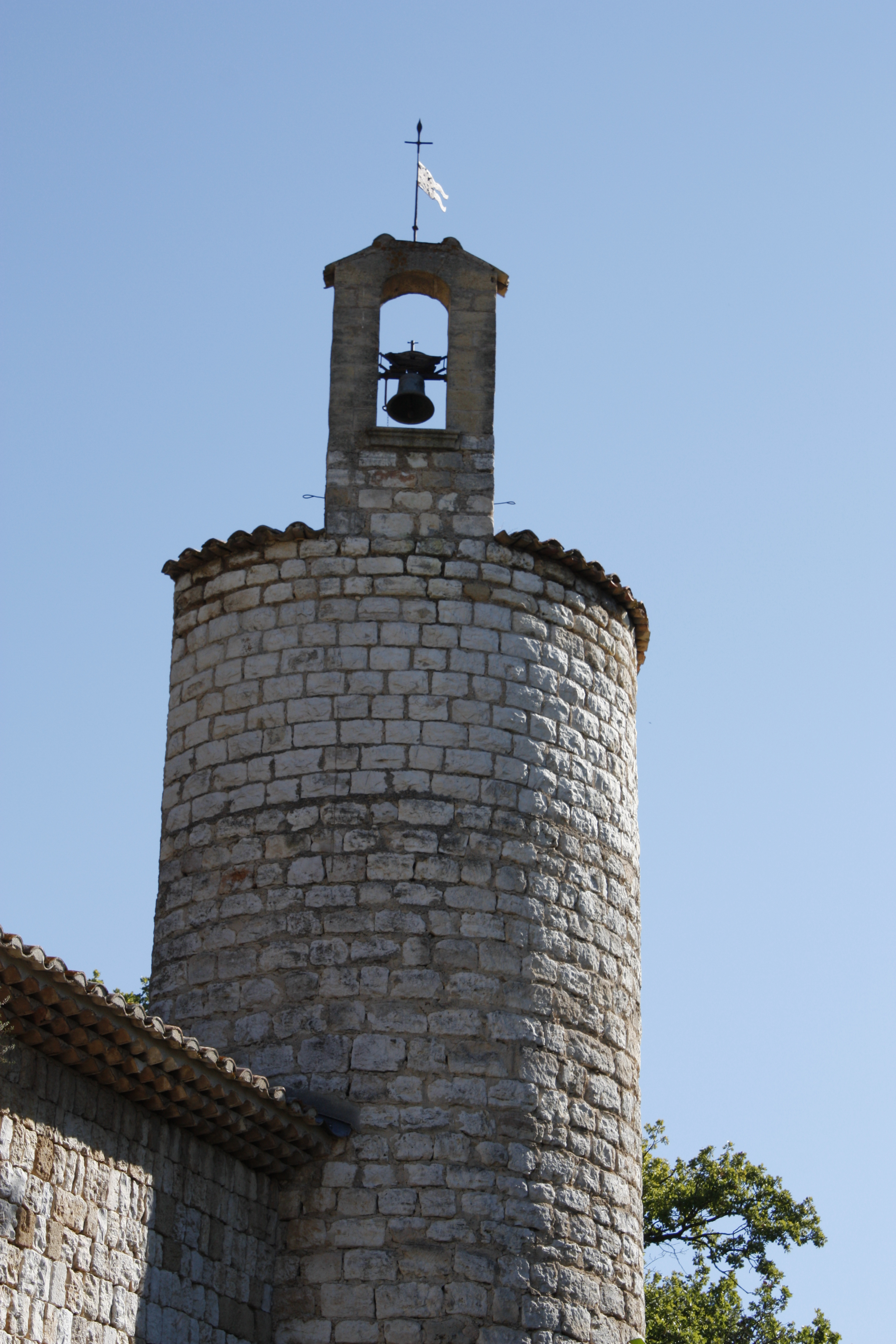
Clocher de la chapelle.
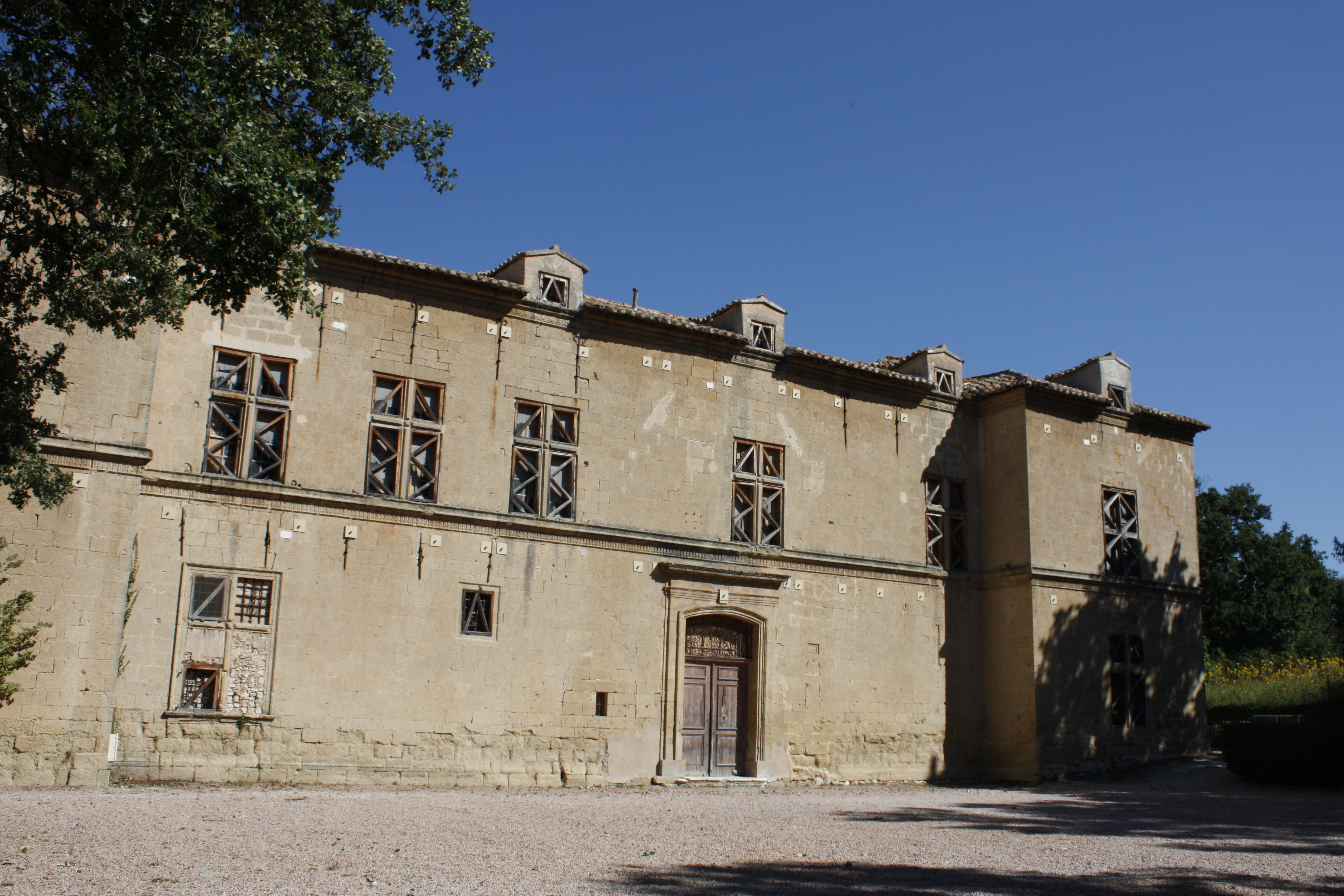
Façade principale du château.
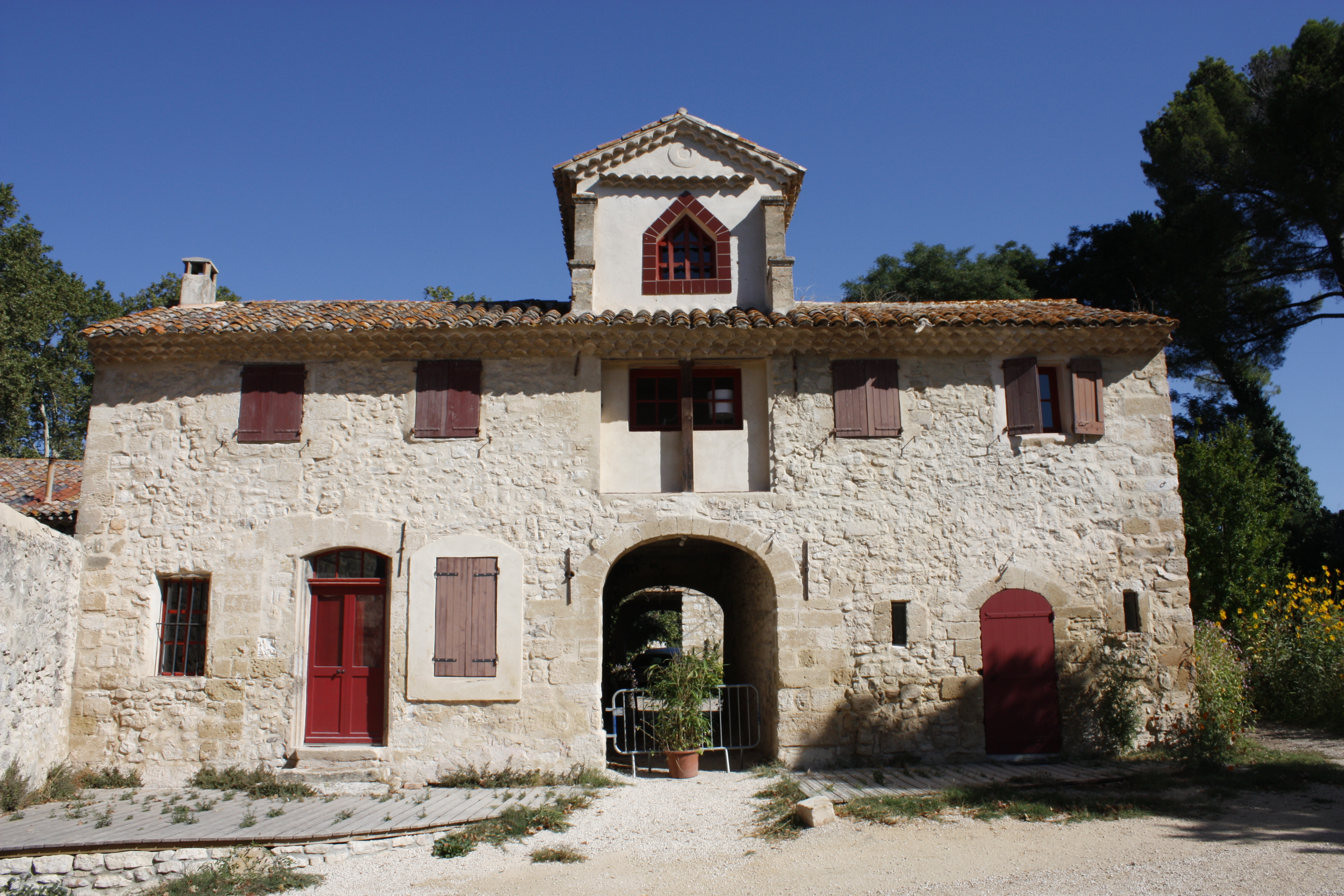
Dépendance du château.